# 내촌 나들목 (포천)
내촌 나들목(Naechon IC)은 경기도 포천시 내촌면 음현리에 운영중인 수도권제2순환고속도로의 교차로이다. 2024년 2월 7일에 개통되었다.

## 연혁
- 2018년 11월 21일: 포천 ~ 화도고속도로 신설을 위해 포천시 도시계획시설 교통광장에 내촌면 음현리 일원을 내촌 나들목으로 고시[1]
- 2024년 2월 7일 : 개통

## 구조물 정보
- 위치: 경기도 포천시 내촌면 음현리
- 내촌영업소 (포천화도고속도로(주) 본사): 경기도 포천시 내촌면 금강로 2124

## 접속하는 도로
- 금강로 (국도 제47호선)